# All American Made
All American Made è il secondo album in studio della cantante statunitense Margo Price, pubblicato nel 2017.

## Tracce
1. Don't Say It – 2:44 (Price)
2. Weakness – 2:47 (Price, Jeremy Ivey)
3. A Little Pain – 2:55 (Price)
4. Learning to Lose (with Willie Nelson) – 6:19 (Price)
5. Pay Gap – 3:54 (Price)
6. Nowhere Fast – 4:07 (Price, Ivey)
7. Cocaine Cowboys – 3:26 (Price, Ivey)
8. Wild Women – 2:57 (Price)
9. Heart of America – 3:16 (Price, Ivey)
10. Do Right By Me (with The McCrary Sisters) – 3:11 (Price, Ivey)
11. Loner – 4:30 (Ivey)
12. All American Made – 5:50 (Price, Ivey)